# Attaque d'Ayorou (2020)
Pour les articles homonymes, voir Attaque d'Ayorou.
Guerre du Sahel
Batailles
- Tlemss
- 1re Tilwa
- Tabankort
- Ouraren
- Adrar Bouss
- Agadez et Arlit
- Tchibarakaten
- Mangaïzé
- Tazalit
- 1re Bani Bangou
- 2e Tilwa
- Wanzarbé
- Abala
- Midal
- 1re Tongo Tongo
- 1re Ayorou
- 2e Tongo-Tongo
- Baley Beri
- 1re Inates
- 2e Inates
- Sanam
- Chinégodar
- 2e Ayorou
- 2e Bani Bangou
- Taroun
- Torodi
- Adabda
- Intagamey
- Koutougou
- Tabatol
- Takanamat
- Teguey
- Chatoumane

L'attaque d'Ayorou a lieu le 12 mars 2020 pendant la guerre du Sahel.

## Déroulement
Le 12 mars 2020, les djihadistes attaquent une position de la garde nationale nigérienne à Ayorou, près de la frontière avec le Mali,.
Les Nigériens alertent les Français de la force Barkhane qui envoient des Mirage 2000 et un drone MQ-9 Reaper. Les assaillants sont rapidement localisés et visés par deux frappes.

## Pertes
L'AFP et l'Agence Anadolu font état d'un bilan de neuf morts et huit blessés dans les rangs de l'armée nigérienne d'après des sources sécuritaires,. L'armée française affirme pour sa part avoir tué plus d'une vingtaine de djihadistes et détruit une dizaine de motos dans ses frappes aériennes. L'AFP indique que d'après sa source, « tous les assaillants » ont été neutralisés par ces frappes. 